# Chrüzlistock
Chrüzlistock är en bergstopp i Schweiz.   Den ligger i regionen Surselva och kantonen Graubünden, i den centrala delen av landet, 100 km öster om huvudstaden Bern. Toppen på Chrüzlistock är 2 709 meter över havet, eller 243 meter över den omgivande terrängen. Bredden vid basen är 2,1 km.
Terrängen runt Chrüzlistock är huvudsakligen bergig, men den allra närmaste omgivningen är kuperad. Närmaste större samhälle är Erstfeld, 13,5 km nordväst om Chrüzlistock. 
Trakten runt Chrüzlistock består i huvudsak av gräsmarker. Runt Chrüzlistock är det glesbefolkat, med 11 invånare per kvadratkilometer.